# Reino de Funan
El Reino de Funan (en chino, 扶南; pinyin, Fúnán; en vietnamita: PhùNam) fue un antiguo reino localizado alrededor del delta del río Mekong, en el sur de la península de Indochina, hoy parte de Vietnam y Camboya. El nombre se encuentra en registros históricos chinos que describen el reino, y las descripciones más extensas se basan principalmente en el informe de dos diplomáticos chinos que representaban al reino de Wu de Nankín y que viajaron a esta región a mediados del siglo tercero; sin embargo, el nombre «Funan» no se encuentra en los textos locales y no se sabe qué nombre le daban sus habitantes.

## Toponimia
Algunos estudiosos han dado teorías del origen y significado de la palabra «Funan». A menudo se dice que «Funan» representa una transcripción de algún idioma local al chino. Por ejemplo, el académico francés Georges Coedès (1886-1969) sugirió que «Funan» es una transcripción o transcripción figurada al chino para bnaṃ o vnaṃ, y que significa montaña. Sin embargo, también se ha observado que en chino el carácter 南 (nán), vietnamita (nam) representa el sur, los académicos chinos lo han utilizado en el nombramiento de otros lugares y regiones del sudeste de Asia, tales como Annam, antigua provincia china, ubicada en el hoy Vietnam. Por lo tanto, «Funan» puede ser una palabra originalmente del chino que significa algo así como «Pacífico sur», y no, una transcripción en absoluto.
Como el nombre mismo del reino, el carácter étnico-lingüística de las personas es tema de mucha discusión entre los especialistas. Las hipótesis principales son que los funaneses eran en su mayoría mon-jemer, o austronesias, o que constituían una sociedad multiétnica. La evidencia disponible no es concluyente sobre este tema.

## Historia

### Orígenes
Según los estudiosos modernos extraídos principalmente de fuentes literarias chinas, un extranjero llamado Huntian (混 塡) estableció el reino de Funan alrededor del siglo I en el delta del Mekong en el sur de Vietnam. La evidencia arqueológica muestra que el asentamiento humano en la extensa región puede remontarse hasta el siglo IV a. C.. Aunque historiadores chinos lo asignan como una sola nación, de acuerdo con algunos estudiosos modernos Funan pudo haber sido una colección de ciudades-Estado que a veces peleaban entre sí y en otras ocasiones constituían una unidad política.
Los orígenes étnicos y lingüísticos de los funaneses han sido objeto de debate académico, y no hay conclusiones definitivas. Los funaneses pudieron ser de la etnia cham o de otros pueblos austronesios, tal vez de jemer. Es posible que hayan sido los antepasados de los que habitan los pueblos indígenas en el sur de Vietnam, También es posible que Funan era un sociedad multicultural, con inclusión de diversos grupos étnicos y lingüísticos. Los escritos locales de la época de Funan son inscripciones paleográficos en sánscrito. Estas inscripciones no dan alguna información sobre el origen étnico o la lengua funanese.

### Huntián
El Libro de Liang registra la historia de la fundación de Funan por el extranjero Hùntián (混塡): «Él vino desde el país del sur Jiao (徼, un lugar no identificado, tal vez en la península Malaca o en el archipiélago de Riau), después de soñar que un genio le había entregado un arco divino. Por la mañana, se dirigió al templo, donde se topa con un arco en los pies de un árbol. Luego, abordó un barco a Funan. La reina del país, Liuye (柳叶, 'hoja de sauce') quería saquear el barco y apoderarse de él, así que Huntian disparó una flecha con su arco divino y atravesó el barco de Liuye entonces se asustó y se rindió, y Huntián la tomo como esposa. Luego gobernó ese país y pasó el poder a su hijo, quien fue el fundador de las siete ciudades».
Casi la misma historia se repite en el libro Jin (晋书), compilado por Fang Xuanling 房玄龄 (578-648) en el año 648, sin embargo, en el Libro Jin los nombres dados al extranjero y su esposa eran Hunhuì (混 湏) y Yeliu (叶柳).

### Kaundinya
Algunos eruditos han identificado a Huntián del Libro de Liang con la de Kaundinya brahmán que se casó con nāga (serpiente), como se establece en un registro en sánscrito encontrado en el Santuario Mi-Sön que data del año 658. Otros investigadores lo rechazan, señalando que la palabra "Hùntián" sólo tiene dos sílabas, mientras que la palabra "Kaundinya" tiene tres. Sin embargo, el nombre de "Kaundinya" aparece en una serie de fuentes independientes y parece apuntar a una figura de cierta importancia en la historia funanese.

### Kaundinya en fuentes chinas
Incluso si "Huntián" no es la transcripción correcta de la palabra sánscrita "Kaundinya", el nombre de "Kaundinya" es muy importante en la historia de Funan según lo escrito por los historiadores chinos: sin embargo, no se transcribe como "Huntián," sino como "Qiáochénrú" (侨陈如). Una persona con ese nombre se menciona en el Libro Liang, en una historia que se parece un poco a la historia de Hùntián. Según esta fuente, Qiáochénrú fue uno de los sucesores del rey Tianzhu Zhantán (天竺 旃檀), un gobernante de Funan del año 357, que enviaba elefantes domesticados como tributo al emperador Mu de Jin (司马 聃) fue un Brahmán oriundo de la India. Una voz le dijo: tienes que ir al reino de Funan. En el sur, llegó a Panpan (盘盘). Los funaneses se le unieron, y el reino entero se levantó con alegría, iba delante de suyo, y lo eligió rey. Cambió todas las leyes que se ajustaban al sistema de la India.

### Kaundinya en la inscripción de Mi-Sön
La historia de Kaundinya también se expone brevemente en sánscrito encontrado en el Santuario Mi-Sön. Se fecha del domingo 18 de febrero de 658 (y por lo tanto pertenece al periodo post-funanes) que dice: «Ella fue tomada como esposa por el excelente Kaundinya».

### Kaundinya en la inscripción de Thap Muoi
La inscripción en sánscrito en el distrito Thap Muoi (conocido como "Pràsàt Prằṃ Lovêṅ" en jemer), que está ahora en exhibición en el Museo de Historia de Vietnam en Ciudad Ho Chi Minh, se refiere al príncipe Guṇavarman, el hijo menor (nṛpasunu balo-pi).

## Sociedad
Teniendo en cuenta que los registros funaneses no sobrevivieron en la época moderna, gran parte de lo que se conoce provienen de excavaciones arqueológicas. Las excavaciones produjeron descubrimientos de estructuras de pared de ladrillos, metales preciosos y cerámica desde el sur de Camboya y Vietnam. También se encontró un sistema de gran canal que unía las localidades de Angkor Borei y las salidas costeras. Esto sugiere un gobierno altamente organizado. Funan era una sociedad compleja y sofisticada, con una alta densidad poblacional, tecnología y un sistema social complejo.

### Capital
En el supuesto caso de que Funan era una entidad política unificada, los eruditos han avanzado diversos argumentos lingüísticos sobre la ubicación de su "capital". Una teoría, basada en la supuesta conexión entre la palabra "Funan" y la palabra jemer "Phnom", se localiza la capital en las cercanías de Phnom Ba, cerca de la moderna ciudad camboyana de Banam en la provincia de Prey Veng.
Otra teoría, propuesta por George Coedes, es que la capital era una ciudad identificada en Angkor inscripciones como "Vyādhapura" (Ciudad del cazador). Coedes basó su teoría en un pasaje de la historia de China que identificaron a la capital como "Temu (特 牧) Coedes afirmó que este nombre representa una transcripción de la Khmer palabra" dalmāk ", que él tradujo como "cazador". Esta teoría ha sido rechazada por otros estudiosos, basándose en que "dalmāk" significa "trampero", no "cazador".
Por desgracia, ninguna investigación arqueológica se ha realizado de Funan en el sur de Camboya, en varias décadas, y es precisamente en esta región que supuestamente albergaba la capital o capitales de Funan.

## Cultura
Funan fue fuertemente influenciada por varias civilizaciones indias, quizás a través de intercambios o comercio. Inmigrantes indios fueron empleados en la administración del Estado, el sánscrito era la lengua de la corte, y el funanese adoptó el hindú y, a partir del siglo V, y doctrinas religiosas budistas.
Las fuentes chinas dicen que la gente vivía en casas, cultivaba arroz, enviaba tributos de oro, plata, marfil y animales exóticos a China.
Los impuestos se pagan en plata, oro, perlas y madera. Los enviados chinos Tai Kang (康泰) y Zhi Ying (朱应) informaron que la esclavitud se practicaba en Funan y la justicia que se prestaba a través de la Ordalía, incluyendo métodos con cadenas de hierro al rojo vivo y agua hirviendo. Los registros chinos de la corte también muestran que un grupo de músicos funanese visitó China en el 263. El emperador chino quedó tan impresionado que ordenó la creación de un instituto para la música funanese cerca de Nankín.
Dos monjes budistas de Funan, llamados Mandrasena y Saṃghabara, empezaron a residir en China en los siglos V y VI y tradujeron textos del sánscrito al chino. Entre esos textos es el Mahayana Saptaśatikā Prajñāpāramitā Sūtra, también llamadas Mahāprajñāpāramitā Mañjuśrīparivarta Sūtra.

## Economía
Funan fue una super potencia en el sudeste de Asia. Próspero gracias al comercio marítimo y la agricultura. El reino al parecer, acuñó su propia moneda de plata, con la imagen de un Rheinardia ocellata.
Funan fue como una parada entre el comercio de la India con China y por lo tanto puedo haber controlado toda la ruta comercial de Malasia con el centro de Vietnam.
Funan también se benefició de un sofisticado sistema agrícola que incluía el uso de un elaborado sistema de almacenamiento de agua y riego. La población se concentró principalmente a lo largo de los ríos del delta del Mekong, la zona era una región natural para el desarrollo de una economía basada en la pesca y el cultivo del arroz.

## Gobernantes
| Orden | Sánscrito            | Chino y pinyin                      | Reinado     |
| 01    | Desconocido          | Liǔyè 柳葉 / Yèliǔ葉柳              | Siglo I/II? |
| 02    | Desconocido          | Hùntián 混塡 / Hùnhuì 混湏          | Siglo I/II? |
| 03    | Desconocido          | Hùnpánhuáng 混盤況                  | Siglo II    |
| 04    | Desconocido          | Pánpán 盤盤                         | Siglo II    |
| 05    | Desconocido          | Fàn Shīmàn 范師蔓                   | Siglo III   |
| 06    | Desconocido          | Fàn Jīnshēng 范金生                 | 230?        |
| 07    | Desconocido          | Fàn Zhān 范旃                       | 230-243     |
| 08    | Desconocido          | Fàn Cháng 范長                      | 244         |
| 09    | Desconocido          | Fàn Xún 范尋                        | 245/50-287  |
| 10    | Desconocido          | Desconocido                         | Siglo IV    |
| 11    | Candana              | Zhāntán 旃檀                        | 357         |
| 12    | Desconocido          | Desconocido                         | Siglo IV    |
| 13    | Kauṇḍinya            | Qiáochénrú 僑陳如                   | 420         |
| 14    | Śrī Indravarman      | Chílítuóbámó 持梨陀跋摩             | 430-440     |
| 15    | Desconocido          | Desconocido                         | Desconocido |
| 16    | Desconocido          | Desconocido                         | Desconocido |
| 17    | Kauṇḍinya Jayavarman | Qiáochénrú Shéyébámó 僑陳如闍耶跋摩 | 484–514     |
| 18    | Rudravarman          | Liútuóbámó 留陁跋摩                 | 514-545     |